# Promicroceras
Promicroceras is een uitgestorven geslacht van mollusken, dat leefde tijdens het Vroeg-Jura.

## Beschrijving
Deze ammoniet had een evolute schelp met een sculptuur, die was samengesteld uit eenvoudige, grove ribben, die zich naar de buikzijde verplaatsten als voorwaarts gerichte richels. De diameter van de schelp bedroeg ongeveer 2 cm.